# Джеймс Чеснат

## Ранні роки
Народився молодшим з чотирнадцяти дітей, син Джеймса Чеснадта-старшого (1775-1866) і його дружини, Мері Кокс (1777-1864) на плантації  біля Camden, Південна Кароліна . Чеснадт, старший був одним з найбагатших плантаторів на Півдні, який володів 448 рабами і великими плантаціями. Чеснадт молодший закінчив юридичний факультет Коледжу Нью-Джерсі (нині Принстонський університет) в 1835 році, і спочатку займав чільне становище в Південній Кароліні.
Прийнятий до колегії адвокатів в 1837 році,  почав практику  в місті Камден. Пізніше він був обраний членом Південніо Каролінської Палати представників (1840—1852) і Сенату Південної Кароліни (1852—1858,  виступає як його президент 1856—1858). 
У 1858  був обраний  в Сенат США, як демократ. Він служив там протягом двох років разом з сенатором Генрі Джеймс Хаммондом з Південної Кароліни. Він був захисником рабства і прав штатів, але був проти повторного відкриття торгівлі африканськими рабами і не був настільки сеператиських поглядів як більшість політиків Південної Кароліни. Помірний в політичних поглядах, він вірив у збереженні рабства і південного способу життя в Союзі.
Після виборів президента 1860,  Чеснадт вирішив, що він не міг більше залишатися на роботі  в Сенаті.  Незабаром після обрання Лінкольна, він став першим південним сенатором що вийшов з Сенату, 10 листопада 1860.

## Громадянська війна
Чеснадт брав участь у відділенні Південної Кароліни від США в грудня 1860 році і згодом був обраний до Конгрес  Конфедеративних Штатів Америки . Він був членом комітету, який розробив Конституцію Конфедерації . Навесні 1861 він займав пост ад'ютант генерала Борегара і був направлений  вимагати капітуляцію форту Самтер у Чарльстоні . Після того, як командир форту, майор Роберт Андерсон з армії США відмовилися здатися, Чеснадт наказав сусідньому Форту Джонсон відкрити вогонь по форту Самтер.  Влітку 1861 він також взяв участь у першій битві Манассас як ад'ютант,  Борегар.
У 1862 він служив як член Виконавчої ради Південної Кароліни і деканом факультету Військової академії Південної Кароліни. Пізніше під час війни він служив в армії конфедератів як полковник і помічник президента Конфедерації Джефферсона Девіса. У 1864 році він став бригадним генералом і не отримав у командування Південній Кароліні резервні сили до кінця війни. Після війни він повернувся до юридичної практики в Camden і сформували Консервативну партію Південної Кароліни. Він помер у себе вдома в місті Камден в 1885 році.

## Ресурси
- Cauthen, Charles E., South Carolina Goes to War: 1860-1865 (Chapel Hill: The University of North Carolina Press 1950).
- Chesnut, Mary Boykin, Mary Chesnut's Civil War (New Haven: Yale University Press 1981), ed. C. Vann Woodward.
- Hammond, James Henry, Secret And Sacred: The Diaries of James Henry Hammond, a Southern Slaveholder (New York: Oxford University Press 1988), ed. by Carol Bleser.
- Muhlenfeld, Elisabeth, Mary Boykin Chesnut: A Biography, Baton Rouge: Louisiana State University Press, 1992.
- Scarborough, William Kaufman, The Masters of the Big House: Elite Slaveholders of the Mid-Nineteenth-Century South, Baton Rouge: Louisiana State University Press, 2003.
- Sinha, Manisha, The Counterrevolution of Slavery: Politics and Ideology in Antebellum